# Ашот Багдасарян
Ашот Геворгович Багдасарян (вірм. Աշոտ Բաղդասարյան, 8 жовтня 1952, Єреван) — вірменський політичний діяч і підприємець.

## Життєпис
Народився 8 жовтня 1952 року в Єревані.
- 1974 — закінчив Єреванський політехнічний інститут. Інженер, спеціаліст з машин та апаратів харчової промисловості. Удостоєний пам'ятної медалі «Герб Єревана» (2002).
- 1974—1975 — працював інженером в Єреванському проектному інституті «Електропроект».
- 1975—1976 — інженер-механік геолого-розвідувального тресту управління кольорової металургії Вірменської РСР.
- У 1976 році працював головним механіком геологофізичної експедиції того ж тресту, а в 1976—1981 роках — старший інженер, потім провідний інженер відділу головного механіка, енергетика та комплектації приладів Міністерства харчової промисловості.
- 1981—1982 — головний інженер Абовянського пивзаводу, з 1982 — головний інженер Єреванського пивзаводу, у 1987 р. директор, у 1996 р. виконавчий директор ЗАТ «Єреванське пиво», у 1997—2003 — генеральний директор, з 2003 — голова ради директорів ЗАТ «Єреванське пиво».
- 25 травня 2003 — обраний депутатом парламенту. Член постійної комісії з фінансово-кредитних, бюджетних та економічних питань. З 22 липня 2006 р. член Республіканської партії Вірменії.